# Marcel Mauss
Marcel Mauss (Épinal, 10 maggio 1872 – Parigi, 10 febbraio 1950) è stato un antropologo, sociologo e storico delle religioni francese.
Massimo esponente della scuola di Émile Durkheim, i suoi studi si concentrano soprattutto sulla magia, il sacrificio e sullo scambio del dono. Mauss ha influenzato profondamente il fondatore dell'antropologia strutturale Claude Lévi-Strauss. Il suo libro più famoso è il Saggio sul dono (1923).

## Biografia
Nato in una famiglia di origini ebraiche, studiò filosofia a Bordeaux, dove insegnava suo zio Émile Durkheim. Mauss però si trasferì a Parigi per iscriversi a studi di religione comparata e di sanscrito. 
Come tanti altri membri e collaboratori della rivista L'Année sociologique, fondata nel 1898 da Émile Durkheim, fu attratto dalle idee socialiste, in particolar modo quelle esposte da Jean Jaurès, un leader storico del socialismo francese.
Fu attivamente coinvolto negli eventi del caso Dreyfus accaduti in Francia nell'ultimo decennio del XIX secolo, e collaborò con vari quotidiani, quali l'Humanité, e le Mouvement Socialiste, in questo caso assieme, per l'ultima volta, a Georges Sorel.
Gli anni della prima guerra mondiale furono particolarmente difficili per Mauss, poiché molti suoi colleghi ed amici sono deceduti, tra i quali lo stesso Durkheim. Il dopoguerra fu piuttosto gravoso a livello politico, in quanto una spinta reazionaria ha parzialmente offuscato il lavoro di Durkheim e quindi Mauss, come molti altri seguaci del maestro, si impegnò soprattutto nell'approntare istituti quali l'Institut Français de Sociologie e l'Institut d'Ethnologie (del quale fu segretario generale). Si profuse fino all'ultimo dei suoi giorni in una campagna contro l'antisemitismo e contro le politiche razziali.

## Opere

### Saggio sulla natura e la funzione del sacrificio
Fra le sue opere fondamentali vi è il Saggio sulla natura e la funzione del sacrificio, scritto a quattro mani con Henri Hubert.
Il libro non tratta strettamente dell'origine del sacrificio, ma scavalca questa tematica per andare a indagare la dinamica e le strutture di questo rito. Mauss parte dal concetto originario di sacrificio, nella sua accezione più etimologica: il sacrificio come sacrum facere, rendere sacro, come atto religioso che comporta la rinuncia di un bene a favore di un essere sovrumano.
Ma questo non basta. La questione che interessa i due studiosi è la finalità del sacrificio: se sia semplicemente una forma di do ut des, come asseriva l'antropologo inglese Edward Burnett Tylor, o piuttosto una specie di ringraziamento, come scriveva Wilhelm Schmidt a proposito del sacrificio primiziale, o ancora, secondo quanto sosteneva Durkheim, legittimazione dell'esistenza del divino in quanto costruzione e icona del sociale.

Di fronte a un tale dibattito, molto più complesso ed esteso di quanto non si sia riportato qui sopra, Mauss e Hubert si limitano ad attribuire al sacrificio il carattere di mezzo per stabilire un contatto fra il sacro e il profano, questi due termini intesi secondo quanto emerso dagli studi del loro predecessore (Emile Durkheim appunto).

Dato il carattere di potenza ed intoccabilità del sacro, che rischia di irretire l'uomo, i due sociologi individuano la presenza necessitante di un mediatore, nella maggior parte dei casi un animale sacrificale, che faccia da ponte fra il sacro e il profano.
Il contatto col sacro comporta anche un rituale d'entrata e d'uscita, ne è esempio il segno della croce all'ingresso in una chiesa.

### Teoria generale della magia
Agli inizi del XX secolo Hubert e Mauss pubblicarono Teoria generale della magia. In quest'opera i due etnologi francesi assunsero un orientamento più sociologico rispetto al passato rivolgendo la loro attenzione non tanto alla struttura dei riti magici, quanto al contesto sociale nel quale essi si svolgono. Hubert e Mauss studiarono anche i rapporti della magia con la scienza e la religione, giungendo alla conclusione che queste posseggono delle analogie con la magia in quanto hanno terreni comuni di intervento: la natura (scienza e magia) e il sacro (religione e magia).

### Saggio sul dono
Molto conosciuta e importante per la storia dell'antropologia, la teoria del dono di Marcel Mauss oggi viene considerata obsoleta da alcuni autori, ma del tutto attuale e valida da altri.
La teoria, espressa nel suo celebre Saggio sul dono (1923), nasce dalla comparazione di varie ricerche etnografiche, tra le quali lo studio del rituale potlach di Franz Boas e del Kula di Bronisław Malinowski.
Lo scambio dei beni, anche se di valore intrinseco non fondamentale, è uno dei modi più comuni e universali per creare relazioni umane (o per creare ponti con il divino a volte, secondo alcune teorie sul significato del sacrificio). Addirittura il dono diventa, secondo Mauss, un fatto sociale totale, vale a dire un aspetto specifico di una cultura che è in relazione con tutti gli altri e pertanto, attraverso la sua analisi è possibile leggere per estensione le diverse componenti della società.
L'autore suppone che il meccanismo del dono si articoli in tre momenti fondamentali basati sul principio della reciprocità:
1. dare;
2. ricevere - l'oggetto deve essere accettato;
3. ricambiare.

Il dono implica una forte dose di libertà. 
È vero che c'è l'obbligo di restituire, ma modi e tempi non sono rigidi e in ogni caso si tratta di un obbligo morale, non perseguibile per legge, né sanzionabile. 
Il valore del dono sta nell'assenza di garanzie per il donatore. Un'assenza che presuppone una grande fiducia negli altri.
Nel formulare questa interessante teoria, Mauss potrebbe essere stato influenzato dalla teoria dell'HAU che è lo spirito della cosa donata, secondo i Maori della Nuova Zelanda. La cosa donata è animata, non inerte, poiché tende a recuperare il luogo d'origine, ovvero " a produrre per il clan o per il luogo da cui è uscita, un equivalente che lo sostituisca". Per Lévi-Strauss l'assunzione di una teoria indigena come spiegazione del fenomeno è sia un progresso che un limite, in quanto lo HAU non è la ragione ultima degli scambi, che secondo lui nascono invece da principi inconsci.